# Pansi
Pansi est une commune située dans le département de Boundoré, dans la province du Yagha, région du Sahel, au Burkina Faso.

## Histoire
Le 16 février 2020, une attaque terroriste djihadiste contre une église protestante lors des cérémonies dominicales fait vingt-quatre morts (dont le pasteur) et une vingtaine de blessés parmi la population, une semaine après l'enlèvement et la mort de cinq personnes (dont un pasteur) dans la commune voisine de Sebba,,. Les deux groupes armés soupçonnés de l'attaque sont l'État islamique en Afrique de l'Ouest ou le GSIM. L'attaque se produit dans un contexte d'augmentation des attentats commis par les groupes djihadistes contre les communautés chrétiennes et les musulmans modérés dans la région Sahel.